# I1I2I3-Farbraum
Der I1I2I3-Farbraum ist ein rechentechnisch optimierter Raum der Bildverarbeitung.

## Erläuterung
Da Farbräume, die Farben durch der menschlichen Wahrnehmung entsprechende Parameter (wie z. B. Farbton, Helligkeit, Sättigung) darstellen, für viele Bildverarbeitungsprozesse ungeeignet sind, wurden für diesen Zweck weitere Farbmodelle entwickelt.
Um für die Bildverarbeitung geeignet zu sein, sollte ein Farbraum folgende Kriterien erfüllen:
- Kompakte Speicherung relevanter Farbinformationen (eine klare Trennung von Farb- und Helligkeitsinformationen).
- Schnelle und einfache Konvertierung in und aus anderen Farbräumen.
- Keine Sprungstellen oder Singularitäten, die eine Segmentierung der Daten erschweren (perzeptuelle Modelle weisen beim Farbton bei 360° eine Sprungstelle auf).
- Möglichst einfache Segmentierung von Regionen anhand von Farbinformationen.[1]

Der letztgenannte Aspekt wurde von Ohta (1985) genauer untersucht. Ohta unterteilte Bilder mithilfe der Histogramme in Regionen ähnlicher Farbinformation. Als besonders effektiv für die Segmentierung ermittelte Ohta experimentell die Farbmerkmale I1, I2 und I3, die einen neuen, für derartige Bildverarbeitungsprozesse besonders geeigneten Farbraum ergaben. Folgende Matrix zeigt die Umrechnung vom RGB- in den I1I2I3-Farbraum:
{\displaystyle {\begin{matrix}{\begin{pmatrix}I1\\I2\\I3\end{pmatrix}}&=&{\begin{pmatrix}{\frac {R+G+B}{3}}\\{\frac {R-B}{2}}\\{\frac {2G-R-B}{4}}\end{pmatrix}}&=&{\begin{pmatrix}{\frac {1}{3}}&{\frac {1}{3}}&{\frac {1}{3}}\\{\frac {1}{2}}&0&-{\frac {1}{2}}\\-{\frac {1}{4}}&{\frac {1}{2}}&-{\frac {1}{4}}\\\end{pmatrix}}\cdot {\begin{pmatrix}R\\G\\B\end{pmatrix}}\end{matrix}}}
Der I1-Kanal entspricht der Grauwertachse des RGB-Modells. Die Kanäle I2 und I3 hingegen enthalten die Farbinformationen.